# Günther von Mannagetta und Lërchenau Beck
Günther von Mannagetta und Lërchenau Beck est un botaniste autrichien, né le 25 août 1856 à Presbourg et mort le 23 juin 1931 à Prague.

## Biographie
Il est directeur du département de botanique du muséum d’histoire naturelle de Vienne et professeur à l’université de Vienne et à l'université Charles de Prague de 1899 à 1921.
Beck dirige la publication de Wiener Illustrierten Gartenzeitung et est l’auteur de :
- Flora von Niederösterreich (1890-1893) ;
- Die Vegetationsverhältnisse der illyrischen Länder begreifend Südkroatien, die Quarnero-Inseln, Dalmatien, Bosnien und die Hercegovina, Montenegro, Nordalbanien, den Sandzak Novipazar und Serbien (1901) ;
- Hilfsbuch für Pflanzensammler (1902) ;
- Flora Bosne, Hercegovine i Novipazarskog Sandzaka (trois volumes, 1903-1927) ;
- Grundriß der Naturgeschichte des Pflanzenreiches, (1908).

Il contribue également à Die natürlichen Pflanzenfamilien: Orobanchaceae (1895) édité par Heinrich Gustav Adolf Engler et par Karl Anton Eugen Prantl.

## Hommages
Le genre Mannagettaea Harry Sm. porte le nom de Gunther Beck. (1933) de la famille de l'Orobanche (Orobanchaceae), ainsi que les espèces suivantes :
- Centaurea mannagettae Podp.
- Koeleria mannagettae Domin
- Uragoga mannagettaei Kuntze